# Victoire
Victoire è il secondo singolo estratto dall'album Mes Fantaisies della cantante francese Shy'm. La sua uscita è avvenuta nel 2007. Ha registrato un grande successo soprattutto nel pubblico adolescente francofono. Le parole narrano la sua riuscita nel campo musicale, il suo percorso fino alla preparazione del suo primo album. Spiega anche il perché della sua collaborazione con K-Maro. Il singolo è stato, per cinque settimane, in seconda posizione nelle classifiche delle hit più celebri del 2007. Il suo successo è dato anche dal miscuglio tra l'R&B, il rap e la musica pop.